# Адриана Вилагош
Адриана Вилагош (мађ. Világos Adriana; Врбас, 2. јануар 2004) српска је атлетичарка мађарског порекла. Рекордерка је Србије у дисциплини бацање копља.

## Почетак
Рођена је у Врбасу 2. јануара 2004. али је одрасла у Малом Иђошу. Почела је да се бави рукометом пре него што се, на наговор свог професора физичког васпитања Золтана Халаса, опробала у дисциплини бацања вортекса, лаког бацачког реквизита у облику јајета са аеродинамичним репом. 2017. Вилагош је бацила вортекс на даљину од 79,23 метра.
Била је чланица атлетског клуба ЖАК Сента до 2024. када се прикључила атлетском клубу ТСЦ из Бачке Тополе. Тренер јој је мајка Ђерђи Вилагош.

## Међународни успеси

### 2021
Адриана је освојила златну медаљу на Светском првенству за јуниоре 2021. у Најробију, са баченим хицем од 61,46 метара. У јуну 2021. била је првакиња Балкана за такмичарке до 18 година, када је у Краљеву бацила копље тешко 500 грама на даљину од 70,10 метара, чиме је поставила светски рекорд за узраст атлетичарки млађих од 18 година. На Европском првенству за јуниоре (старих до 20 година) 2021. у Талину, заузела је друго место са хицем од 60,44 метара.
Заузела је другу позицију у такмичењу за најбољег младог спортисту Европе 2021. у избору Европских олимпијских комитета. Олимпијски комитет Србије доделио јој је награду за најбољу младу спортисткињу 2021. године.

### 2022
Освојила је златну медаљу на Медитеранским играма 2022. у Орану у дисциплини бацање копља. У августу 2022. стигла је до другог светског злата у Калију са новим националним рекордом и рекордом шампионата за старије јуниорке — 63,52 метра.
Свој први велики успех у сениорској конкуренцији остварила је на Европском првенству 2022. у Минхену, када је освојила сребрну медаљу. Са хицем у последњој серији од 62,01 м, донела је Србији трећу, од укупно четири медаља на том такмичењу.
Проглашена је за "Младу звезду у успону" на свечаности „Светске атлетике“ у Монаку током децембра 2022.

### 2023
Адриана је освојила златну медаљу на Европском првенству за јуниоре у Јерусалиму, бацивши копље у финалу на даљину од 58,38 метара.

### 2024
Освојила је сребрну медаљу на Европском првенству у Риму хицем од 64,42 метара у трећој серији. Овим резултатом оборила је државни рекорд Татјане Јелаче из 2014. године. На Олимпијским играма у Паризу није успела да уђе у финале.
На Конгресу Европске атлетике, који је одржан у Скопљу, Адриана је проглашена за "Звезду у успону".

### 2025
На Европском купу у бацачким дисциплинама, који је одржан у Никозији, Адриана је убедљиво победила у бацању копља, бацивши у другој серији нови рекорд Србије од 66,88 метара. Адриана је побољшала свој државни рекорд на такмичењу у Сплиту када је 25. априла бацила 67,22 метара.
На Првенству Европе за млађе сениоре у Бергену, Норвешка Адриана је 19. јула победила хицем од 62,41 метар.

## Награде
- Најбоља млада спортисткиња Србије (2021, 2022)
- 2. место Најбољи млади спортиста Европе (2021)
- Награда Млада звезда у успону (2022)
- Звезда у успону (2024)

## Одабрани резултати
| Представљајући Србију | Представљајући Србију               | Представљајући Србију | Представљајући Србију | Представљајући Србију | Представљајући Србију |
| Година                | Такмичење                           | Место                 | Дисциплина            | Пласман               | Резултат              |
| --------------------- | ----------------------------------- | --------------------- | --------------------- | --------------------- | --------------------- |
| 2021.                 | Европски куп бацачких дисциплина    | Сплит                 | бацање копља          | 1.                    | 60,22 м               |
| 2021.                 | Балканско првенство                 | Смедерево             | бацање копља          | 2.                    | 60,94 м               |
| 2021.                 | Европско првенство за јуниоре       | Талин                 | бацање копља          | 2.                    | 60,44 м               |
| 2021.                 | Светско првенство за јуниоре        | Најроби               | бацање копља          | 1.                    | 61,46 м               |
| 2022.                 | Европски куп бацачких дисциплина    | Леирија               | бацање копља          | 1.                    | 60,72 м               |
| 2022.                 | Балканско првенство                 | Крајова               | бацање копља          | 1.                    | 60,51 м               |
| 2022.                 | Медитеранске игре                   | Оран                  | бацање копља          | 1.                    | 60,22 м               |
| 2022.                 | Светско првенство за јуниоре        | Кали                  | бацање копља          | 1.                    | 63,52 м               |
| 2022.                 | Европско првенство                  | Минхен                | бацање копља          | 2.                    | 62,01 м               |
| 2023.                 | Европски куп бацачких дисциплина    | Леирија               | бацање копља          | 3.                    | 59,83 м               |
| 2023.                 | Европско првенство за јуниоре       | Јерусалим             | бацање копља          | 1.                    | 58,38 м               |
| 2024.                 | Европско првенство                  | Рим                   | бацање копља          | 2.                    | 64,42 м               |
| 2025.                 | Европски куп бацачких дисциплина    | Никозија              | бацање копља          | 1.                    | 66,88 м               |
| 2025.                 | Европско првенство за млађе сениоре | Берген                | бацање копља          | 1.                    | 62,41 м               |

## Лични рекорди
| Дисциплина   | Тежина справе | Резултат | Датум            | Место           | Напомена                         |
| ------------ | ------------- | -------- | ---------------- | --------------- | -------------------------------- |
| Бацање копља | 500 грама     | 70,10 м  | 14. август 2021. | Краљево, Србија | Светски рекорд за млађе јуниорке |
| Бацање копља | 600 грама     | 67,22 м  | 25. април 2025.  | Сплит, Хрватска | Рекорд Србије                    |

## Најбољи резултати по годинама

### Копље тешко 500 грама:
- 2017 — 55.76 (Нови Сад)
- 2018 — 59.69 (Осијек)
- 2019 — 64.73 (Сплит)
- 2020 — 68.76 (Сремска Митровица)
- 2021 — 70.10 (Краљево) — Светски рекорд за млађе јуниорке

### Копље тешко 600 грама:
- 2020 — 57.41 (Нови Сад)
- 2021 — 62.36 (Загреб)
- 2022 — 63.52 (Кали)
- 2023 — 61.87 (Лозана)
- 2024 — 65.64 (Загреб)
- 2025 — 67.22 (Сплит) — Рекорд Србије